# Стів Кінг
Стівен Арнольд «Стів» Кінг (англ. Steven Arnold «Steve» King; нар. 28 травня 1949, Сторм Лейк, Айова) — американський політик з Республіканської партії. Член Палати представників США від Айови з 2003 року.
Навчався у Північно-Західному Університеті штату Міссурі. У 1975 він заснував King Construction Company. Був членом сенату штату з 1996 до 2002 рік.